# Sarıcalar (Saatlı)
Sarıcalar è un comune dell'Azerbaigian situato nel distretto di Saatlı.